# Warhammer: Dark Omen
Warhammer: Dark Omen est un jeu vidéo de tactique en temps réel développé par Mindscape et publié par Electronic Arts le 31 mars 1998. Dans ce wargame, ayant pour thème l'univers médiéval-fantastique de Warhammer, le joueur est à la tête d'une armée de mercenaires dénommés les Portes-Rancunes dirigée par le capitaine Morgan Bernhart. Le joueur doit affronter des créatures telles que les orques, les gobelins, des squelettes et un roi des temps anciens : le roi de la terreur. Des mages et des pièces d'artilleries (tank à vapeur impérial, canons et mortiers) sont disponibles durant les batailles. La version PC est multijoueurs, ce qui permet aux joueurs de ne pas avoir l'exclusivité de la faction des portes-rancunes,,.

## Accueil
| Warhammer: Dark Omen  |      |       |
| Média                 | Pays | Notes |
| Computer Gaming World | US   | 4/5   |
| Cyber Stratège        | FR   | 4.5/5 |
| GameSpot              | US   | 83 %  |
| Gen4                  | FR   | 4/6   |
| Joystick              | FR   | 89 %  |
| PC Gamer UK           | GB   | 75 %  |